# Polyamidy
Polyamidy jsou polymery, ve kterých se opakují amidové vazby.
Polyamidy mohou být umělé i přírodní. K přírodním polyamidům patří bílkoviny. Umělé polyamidy, jako jsou nylon, aramidy a polyaspartát sodný, lze získat postupnou polymerizací nebo syntézou v pevné fázi. Syntetické polyamidy se používají jako textilní materiály. Nejvíce se používají v dopravních aplikacích, kde se spotřebuje okolo 35 % vyrobených polyamidů.

## Rozdělení
Polymery aminokyselin se nazývají polypeptidy či bílkoviny.
Syntetické polyamidy lze podle druhu hlavního řetězce rozdělit do těchto skupin:
| Skupina                        | Hlavní řetězec      | Příklady                                          | Výrobky        |
| ------------------------------ | ------------------- | ------------------------------------------------- | -------------- |
| Alifatické polyamidy           | Alifatické          | Nylon PA 6 a PA 66                                |                |
| Polyftalamidy                  | Částečně aromatické | PA 6T = hexamethylendiamin + kyselina tereftalová |                |
| Aromatické polyamidy (aramidy) | Aromatické          | Parafenylendiamin + kyselina tereftalová          | Kevlar a Nomex |

Polyamidy vznikají vytvářením amidových vazeb mezi molekulami monomerů. Těmito monomery mohou být již vytvořené amidy (většinou cyklické sloučeniny nazývané laktamy, například kaprolaktam), α,ω-aminokyseliny, nebo stechiometrické směsi diaminů s vícesytnými kyselinami; z takovýchto prekurzorů vznikají homopolymery. Polyamidy mohou být snadno kopolymerizovány. Řada druhů nylonových polymerů se může navzájem spojit do jednoho řetězce a vytvořit tak smíšené polymery.

## Průběh polymerizace

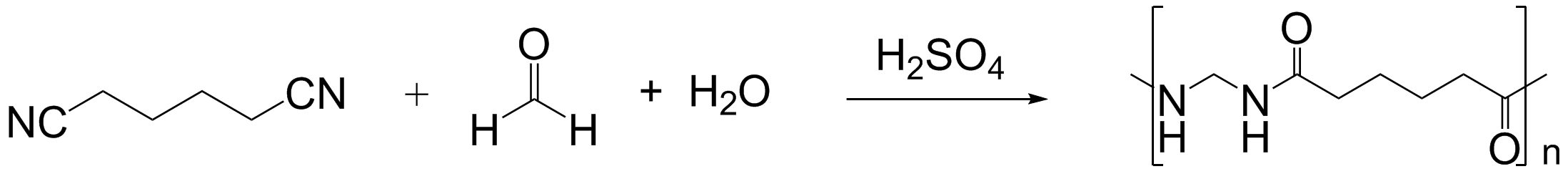
Výroba nylonu 1,6 z adiponitrilu, formaldehydu a vody za katalýzy kyselinou sírovou

Při výrobě polymerů je třeba opakovaně spojovat molekuly za tvorby nových, v tomto případě amidových, vazeb. Při reakci dochází k odštěpení dalších atomů původně přítomných ve funkčních skupinách. Jako karbonylový reaktant může sloužit karboxylová skupina nebo reaktivnější acylhalogenid. Aminová a karboxylová skupina se mohou nacházet na stejné molekule, ale polymer může obsahovat i dva různé monomery, jeden se dvěma aminovými a druhý se dvěma karboxylovými nebo acylhalogenidovými skupinami.
Takovými kondenzačními reakcemi se vyrábějí nylonové polymery. Nylony musejí obsahovat rovné alifatické řetězce. Amidová vazba vzniká z  aminové a karboxylové skupiny. Hydroxylová část karboxylu se zkombinuje s aminovým vodíkem a utvoří molekulu vody, která je vedlejším produktem.
Příklady kondenzačních reakcí, probíhajících v živých organismech, jsou enzymatické kondenzace aminokyselin za vzniku peptidů. Na obrázku níže je znázorněna kondenzace alifatické aminokyseliny vedoucí k vytvoření polyamidu, s důrazem na aminové a acylové skupiny.

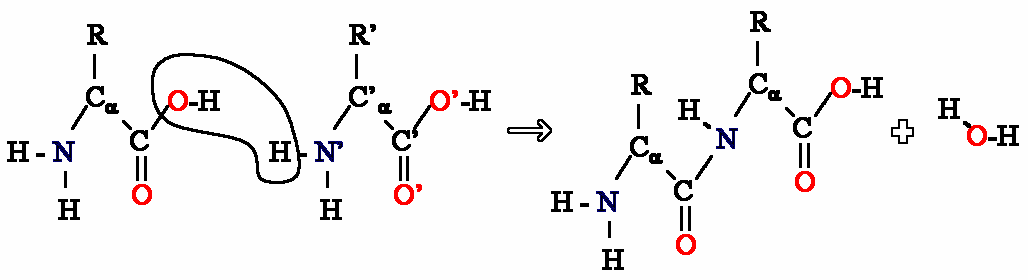

Plně aromatické polyamidy (aramidy, například kevlar), se vyrábějí reakcemi acylchloridových monomerů; polymerizačními reakcemi s aminy se přitom uvolňuje chlorovodík. Acylchloridy je možné použít také v laboratořích, kde se tak zabrání zahřívání reakční směsi a reakce probíhá téměř okamžitě. Aromatické skupiny se samotné reakce neúčastní, ale dodávají produktu vysokou pevnost.
Na následujícím obrázku je zobrazen vznik aramidu reakcí dvou různých monomerů, které se v řetězci polymeru střídají:

Reakce benzen-1,4-diaminu (p-fenylendiaminu) a tereftaloylchloridu, vytvářející aramid

Polyamidy lze získat také z dinitrilů v kyselém prostředí, tento proces se nazývá Ritterova reakce a používá se na výrobu nylonu 1,6 z adiponitrilu, formaldehydu a vody. Další možností je nechat dinitrily reagovat s dioly.